# Sophie Dinglinger
Sophie Friederike Dinglinger (1736-1791) foi uma pintora alemã.[carece de fontes?]
Nascida em Dresden, Dinglinger foi a filha do ourives Johann Friedrich Dinglinger e estudou com Adam Friedrich Oeser. Ela inventou um método para manter o pastel sobre o papel utilizado por, entre outros, Dora Stock; isso parece ter permitido o uso de cores mais profundas e o tratamento naturalista do tecido. Ela produziu pinturas em miniatura e pastéis durante sua carreira. Henriette-Félicité Tassaert viveu com Dinglinger durante o início de sua estadia em Dresden.